# Portulaca
Portulaca L., 1753 è un genere di piante succulente a distribuzione cosmopolita, unico genere della famiglia Portulacaceae Juss., 1789.

## Biologia
Alcune specie di Portulaca costituiscono il cibo delle larve di alcune specie di lepidotteri come ad esempio Discestra trifolii e Hadula trifolii.

## Tassonomia
Il genere Portulaca è attualmente l'unico genere della famiglia Portulacaeae. In passato la famiglia comprendeva anche i seguenti generi: Calandrinia, Calyptridium, Cistanthe, Claytonia, Lewisia, Lyallia e Montia (attualmente attribuiti alle Montiaceae), Portulacaria (Didiereaceae), Talinopsis (Anacampserotaceae) e Talinum (Talinaceae).
Il genere comprende oltre 150 specie.

### Alcune specie
- Portulaca amilis
- Portulaca andicola
- Portulaca biloba
- Portulaca boliviensis
- Portulaca caulerpoides
- Portulaca cryptopetala
- Portulaca elatior
- Portulaca elongata
- Portulaca eruca
- Portulaca fluvialis
- Portulaca fragilis
- Portulaca gilliesii
- Portulaca gracilis
- Portulaca grandiflora
- Portulaca halimoides
- Portulaca insularis
- Portulaca lanuginosa
- Portulaca longiusculotuberculata
- Portulaca lutea
- Portulaca molokiniensis
- Portulaca mucronata

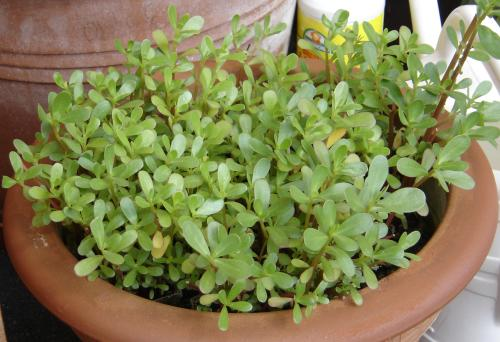
Cultivar di P. oleracea

- Portulaca oleracea porcellana comune
- Portulaca papulosa
- Portulaca pedicellata
- Portulaca perennis
- Portulaca pilosa
- Portulaca psammotropha
- Portulaca quadrifida
- Portulaca rotundifolia
- Portulaca rubricaulis
- Portulaca sclerocarpa
- Portulaca smallii
- Portulaca suffrutescens
- Portulaca teretifolia
- Portulaca umbraticola
- Portulaca villosa